# Erich von Stroheim
Erich Oswald Hans Carl Maria von Stroheim (nascut Erich Oswald Stroheim; Viena, 22 de setembre de 1885 - París, 12 de maig de 1957) va ser un director, guionista, actor i productor austríac-estatunidenc, més conegut com a estrella de cinema i director visionari avantguardista, de l'època silenciosa.

## Biografia
Stroheim va néixer a Viena, Àustria el 1885, fill de Benno Stroheim, un fabricant de barrets de classe mitjana i Johanna Bondy, tots dos jueus practicants.
La seva pel·lícula de 1924 Greed (una adaptació de la novel·la de 1899 de Frank Norris McTeague) és considerada una de les millors pel·lícules i de les més importants que s'han fet mai.
Després dels enfrontaments amb els caps d'estudis de Hollywood per problemes de pressupost i drets dels treballadors, a Stroheim li va costar trobar feina com a director i, posteriorment, es va convertir en un actor de personatges, molt respectat especialment al cinema francès.
Per les seves primeres innovacions com a director, Stroheim encara és celebrat com un dels primers directors d'autor. Va ajudar a introduir trames més sofisticades i a alimentar els corrents sexuals i psicològics al cinema. Va morir a França el 1957, als 71 anys.

## Filmografia com a director
- 1919:Blind Husbands
- 1920: The Devil's Passkey
- 1922: Foolish Wives
- 1923: Merry-Go-Round
- 1923-25: Greed
- 1925: The Merry Widow
- 1926-28: The Wedding March
- 1928: The Honeymoon
- 1928: Queen Kelly
- 1929: The Great Gabbo
- 1932-33: Walking Down Broadway / Hello Sister